# アメリカンリーグ中地区
- メジャーリーグベースボール > アメリカンリーグ > アメリカンリーグ中地区

アメリカンリーグ中地区（アメリカンリーグなかちく、英: American League Central Division）は、MLBに属する6地区のうちの一つ。1994年に新設された。
1994年に3地区制移行に伴い新設された。所属する5チーム全てが、アメリカ合衆国中西部に位置している。この地区は、全6地区で唯一、属しているチーム全てがワールドシリーズ制覇を経験している地区であったが、2019年にワシントン・ナショナルズがワールドシリーズ制覇しナショナルリーグ東地区もこれに並んだ。

## 現在の所属チーム
| チーム                                                   | チーム 創設年 | リーグ 加盟年 | 中地区 加盟年 | 本拠地                                                |
| -------------------------------------------------------- | ------------- | ------------- | ------------- | ----------------------------------------------------- |
| シカゴ・ホワイトソックス Chicago White Sox (CWS)         | 1894          | 1901          | 1994          | イリノイ州シカゴ ギャランティード・レート・フィールド |
| クリーブランド・ガーディアンズ Cleveland Guardians (CLE) | 1894          | 1901          | 1994          | オハイオ州クリーブランド プログレッシブ・フィールド   |
| デトロイト・タイガース Detroit Tigers (DET)              | 1894          | 1901          | 1998          | ミシガン州デトロイト コメリカ・パーク                 |
| カンザスシティ・ロイヤルズ Kansas City Royals (KC)       | 1969          | 1969          | 1994          | ミズーリ州カンザスシティ カウフマン・スタジアム       |
| ミネソタ・ツインズ Minnesota Twins (MIN)                 | 1894          | 1901          | 1994          | ミネソタ州ミネアポリス ターゲット・フィールド         |

## 過去の所属チーム
- ミルウォーキー・ブルワーズ　―　現在はナショナルリーグ中地区所属

## 所属チームの変遷
|                                                                  |           |           |                                |                                |                                |                                |                                |                                |                                |                                |                                |                                |                                |                                |                                |                                |                                |                                |                                |                                |                                |                                |                                |                                |                                |                                |                                |                                |                                |                                |                                |                                |                                |                                |           |           |           |
| AL西地区→                                                        | AL西地区→ | AL西地区→ | シカゴ・ホワイトソックス       | シカゴ・ホワイトソックス       | シカゴ・ホワイトソックス       | シカゴ・ホワイトソックス       | シカゴ・ホワイトソックス       | シカゴ・ホワイトソックス       | シカゴ・ホワイトソックス       | シカゴ・ホワイトソックス       | シカゴ・ホワイトソックス       | シカゴ・ホワイトソックス       | シカゴ・ホワイトソックス       | シカゴ・ホワイトソックス       | シカゴ・ホワイトソックス       | シカゴ・ホワイトソックス       | シカゴ・ホワイトソックス       | シカゴ・ホワイトソックス       | シカゴ・ホワイトソックス       | シカゴ・ホワイトソックス       | シカゴ・ホワイトソックス       | シカゴ・ホワイトソックス       | シカゴ・ホワイトソックス       | シカゴ・ホワイトソックス       | シカゴ・ホワイトソックス       | シカゴ・ホワイトソックス       | シカゴ・ホワイトソックス       | シカゴ・ホワイトソックス       | シカゴ・ホワイトソックス       | シカゴ・ホワイトソックス       | シカゴ・ホワイトソックス       | シカゴ・ホワイトソックス       | シカゴ・ホワイトソックス       | シカゴ・ホワイトソックス       |           |           |           |
| AL東地区→                                                        | AL東地区→ | AL東地区→ | クリーブランド・インディアンス | クリーブランド・インディアンス | クリーブランド・インディアンス | クリーブランド・インディアンス | クリーブランド・インディアンス | クリーブランド・インディアンス | クリーブランド・インディアンス | クリーブランド・インディアンス | クリーブランド・インディアンス | クリーブランド・インディアンス | クリーブランド・インディアンス | クリーブランド・インディアンス | クリーブランド・インディアンス | クリーブランド・インディアンス | クリーブランド・インディアンス | クリーブランド・インディアンス | クリーブランド・インディアンス | クリーブランド・インディアンス | クリーブランド・インディアンス | クリーブランド・インディアンス | クリーブランド・インディアンス | クリーブランド・インディアンス | クリーブランド・インディアンス | クリーブランド・インディアンス | クリーブランド・インディアンス | クリーブランド・インディアンス | クリーブランド・インディアンス | クリーブランド・インディアンス | クリーブランド・ガーディアンズ | クリーブランド・ガーディアンズ | クリーブランド・ガーディアンズ | クリーブランド・ガーディアンズ |           |           |           |
| AL西地区→                                                        | AL西地区→ | AL西地区→ | カンザスシティ・ロイヤルズ     | カンザスシティ・ロイヤルズ     | カンザスシティ・ロイヤルズ     | カンザスシティ・ロイヤルズ     | カンザスシティ・ロイヤルズ     | カンザスシティ・ロイヤルズ     | カンザスシティ・ロイヤルズ     | カンザスシティ・ロイヤルズ     | カンザスシティ・ロイヤルズ     | カンザスシティ・ロイヤルズ     | カンザスシティ・ロイヤルズ     | カンザスシティ・ロイヤルズ     | カンザスシティ・ロイヤルズ     | カンザスシティ・ロイヤルズ     | カンザスシティ・ロイヤルズ     | カンザスシティ・ロイヤルズ     | カンザスシティ・ロイヤルズ     | カンザスシティ・ロイヤルズ     | カンザスシティ・ロイヤルズ     | カンザスシティ・ロイヤルズ     | カンザスシティ・ロイヤルズ     | カンザスシティ・ロイヤルズ     | カンザスシティ・ロイヤルズ     | カンザスシティ・ロイヤルズ     | カンザスシティ・ロイヤルズ     | カンザスシティ・ロイヤルズ     | カンザスシティ・ロイヤルズ     | カンザスシティ・ロイヤルズ     | カンザスシティ・ロイヤルズ     | カンザスシティ・ロイヤルズ     | カンザスシティ・ロイヤルズ     | カンザスシティ・ロイヤルズ     |           |           |           |
| AL西地区→                                                        | AL西地区→ | AL西地区→ | ミネソタ・ツインズ             | ミネソタ・ツインズ             | ミネソタ・ツインズ             | ミネソタ・ツインズ             | ミネソタ・ツインズ             | ミネソタ・ツインズ             | ミネソタ・ツインズ             | ミネソタ・ツインズ             | ミネソタ・ツインズ             | ミネソタ・ツインズ             | ミネソタ・ツインズ             | ミネソタ・ツインズ             | ミネソタ・ツインズ             | ミネソタ・ツインズ             | ミネソタ・ツインズ             | ミネソタ・ツインズ             | ミネソタ・ツインズ             | ミネソタ・ツインズ             | ミネソタ・ツインズ             | ミネソタ・ツインズ             | ミネソタ・ツインズ             | ミネソタ・ツインズ             | ミネソタ・ツインズ             | ミネソタ・ツインズ             | ミネソタ・ツインズ             | ミネソタ・ツインズ             | ミネソタ・ツインズ             | ミネソタ・ツインズ             | ミネソタ・ツインズ             | ミネソタ・ツインズ             | ミネソタ・ツインズ             | ミネソタ・ツインズ             |           |           |           |
| AL東地区→                                                        | AL東地区→ | AL東地区→ | AL東地区→                      | AL東地区→                      | AL東地区→                      | AL東地区→                      | デトロイト・タイガース         | デトロイト・タイガース         | デトロイト・タイガース         | デトロイト・タイガース         | デトロイト・タイガース         | デトロイト・タイガース         | デトロイト・タイガース         | デトロイト・タイガース         | デトロイト・タイガース         | デトロイト・タイガース         | デトロイト・タイガース         | デトロイト・タイガース         | デトロイト・タイガース         | デトロイト・タイガース         | デトロイト・タイガース         | デトロイト・タイガース         | デトロイト・タイガース         | デトロイト・タイガース         | デトロイト・タイガース         | デトロイト・タイガース         | デトロイト・タイガース         | デトロイト・タイガース         | デトロイト・タイガース         | デトロイト・タイガース         | デトロイト・タイガース         | デトロイト・タイガース         | デトロイト・タイガース         | デトロイト・タイガース         |           |           |           |
| AL東地区→                                                        | AL東地区→ | AL東地区→ | ミルウォーキー・ブルワーズ     | ミルウォーキー・ブルワーズ     | ミルウォーキー・ブルワーズ     | ミルウォーキー・ブルワーズ     | →NL中地区                      | →NL中地区                      | →NL中地区                      | →NL中地区                      | →NL中地区                      | →NL中地区                      | →NL中地区                      | →NL中地区                      | →NL中地区                      | →NL中地区                      | →NL中地区                      | →NL中地区                      | →NL中地区                      | →NL中地区                      | →NL中地区                      | →NL中地区                      | →NL中地区                      | →NL中地区                      | →NL中地区                      | →NL中地区                      | →NL中地区                      | →NL中地区                      | →NL中地区                      | →NL中地区                      | →NL中地区                      | →NL中地区                      | →NL中地区                      | →NL中地区                      | →NL中地区 | →NL中地区 | →NL中地区 |
| チームが存在しない期間 ワールドシリーズ制覇 アメリカンリーグ制覇 |           |           |                                |                                |                                |                                |                                |                                |                                |                                |                                |                                |                                |                                |                                |                                |                                |                                |                                |                                |                                |                                |                                |                                |                                |                                |                                |                                |                                |                                |                                |                                |                                |                                |           |           |           |

## 地区歴代優勝チーム
WS：ワールドシリーズ　
ALCS：アメリカンリーグリーグチャンピオンシップシリーズ　
ALDS：アメリカンリーグ地区シリーズ

| 年度 | 優勝チーム                     | 勝敗   | 勝率 | プレーオフ                               |
| ---- | ------------------------------ | ------ | ---- | ---------------------------------------- |
| 1994 | シカゴ・ホワイトソックス       | 67-46  | .593 | プレーオフは開催せず                     |
| 1995 | クリーブランド・インディアンス | 100-44 | .694 | ●2-4 WS 対アトランタ・ブレーブス         |
| 1996 | クリーブランド・インディアンス | 99-62  | .615 | ●1-3 ALDS 対ボルチモア・オリオールズ     |
| 1997 | クリーブランド・インディアンス | 86-75  | .534 | ●3-4 WS 対フロリダ・マーリンズ           |
| 1998 | クリーブランド・インディアンス | 89-73  | .549 | ●2-4 ALCS 対ニューヨーク・ヤンキース     |
| 1999 | クリーブランド・インディアンス | 97-65  | .599 | ●2-3 ALDS 対ボストン・レッドソックス     |
| 2000 | シカゴ・ホワイトソックス       | 95-67  | .586 | ●0-3 ALDS 対シアトル・マリナーズ         |
| 2001 | クリーブランド・インディアンス | 91-71  | .562 | ●2-3 ALDS 対シアトル・マリナーズ         |
| 2002 | ミネソタ・ツインズ             | 94-67  | .584 | ●1-4 ALCS 対アナハイム・エンゼルス       |
| 2003 | ミネソタ・ツインズ             | 90-72  | .556 | ●1-3 ALDS 対ニューヨーク・ヤンキース     |
| 2004 | ミネソタ・ツインズ             | 92-70  | .568 | ●1-3 ALDS 対ニューヨーク・ヤンキース     |
| 2005 | シカゴ・ホワイトソックス       | 99-63  | .611 | ○4-0 WS 対ヒューストン・アストロズ       |
| 2006 | ミネソタ・ツインズ             | 96-66  | .593 | ●0-3 ALDS 対オークランド・アスレチックス |
| 2007 | クリーブランド・インディアンス | 96-66  | .593 | ●3-4 ALCS 対ボストン・レッドソックス     |
| 2008 | シカゴ・ホワイトソックス       | 89-74  | .546 | ●1-3 ALDS 対タンパベイ・レイズ           |
| 2009 | ミネソタ・ツインズ             | 87-76  | .534 | ●0-3 ALDS 対ニューヨーク・ヤンキース     |
| 2010 | ミネソタ・ツインズ             | 94-68  | .580 | ●0-3 ALDS 対ニューヨーク・ヤンキース     |
| 2011 | デトロイト・タイガース         | 95-67  | .586 | ●2-4 ALCS 対テキサス・レンジャーズ       |
| 2012 | デトロイト・タイガース         | 88-74  | .543 | ●0-4 WS 対サンフランシスコ・ジャイアンツ |
| 2013 | デトロイト・タイガース         | 93-69  | .574 | ●2-4 ALCS 対ボストン・レッドソックス     |
| 2014 | デトロイト・タイガース         | 90-72  | .556 | ●0-3 ALDS 対ボルチモア・オリオールズ     |
| 2015 | カンザスシティ・ロイヤルズ     | 95–67  | .586 | ○4-1 WS 対ニューヨーク・メッツ           |
| 2016 | クリーブランド・インディアンス | 94-67  | .584 | ●3-4 WS 対シカゴ・カブス                 |
| 2017 | クリーブランド・インディアンス | 102-60 | .630 | ●2-3 ALDS 対ニューヨーク・ヤンキース     |
| 2018 | クリーブランド・インディアンス | 91-71  | .562 | ●0-3 ALDS 対ヒューストン・アストロズ     |
| 2019 | ミネソタ・ツインズ             | 101-61 | .623 | ●0-3 ALDS 対ニューヨーク・ヤンキース     |
| 2020 | ミネソタ・ツインズ             | 36-24  | .600 | ●0-2 ALWC 対ヒューストン・アストロズ     |
| 2021 | シカゴ・ホワイトソックス       | 93-69  | .574 | ●1-3 ALDS 対ヒューストン・アストロズ     |
| 2022 | クリーブランド・ガーディアンズ | 92-70  | .568 | ●2-3 ALDS 対ニューヨーク・ヤンキース     |
| 2023 | ミネソタ・ツインズ             | 87-75  | .537 | ●1-3 ALDS 対ヒューストン・アストロズ     |
| 2024 | クリーブランド・ガーディアンズ | 92-69  | .571 | ●1-4 ALCS 対ニューヨーク・ヤンキース     |

## ワイルドカード獲得チーム
WS：ワールドシリーズ　
ALCS：アメリカンリーグリーグチャンピオンシップシリーズ　
ALDS：アメリカンリーグ地区シリーズ
ALWC：アメリカンリーグワイルドカード

| 年度 | 優勝チーム                     | 勝敗  | 勝率 | プレーオフ                                 |
| ---- | ------------------------------ | ----- | ---- | ------------------------------------------ |
| 1994 | クリーブランド・インディアンス | 66-47 | .584 | プレーオフは開催せず                       |
| 2006 | デトロイト・タイガース         | 95-67 | .586 | ●1-4 WS 対セントルイス・カージナルス       |
| 2014 | カンザスシティ・ロイヤルズ     | 89-73 | .549 | ●3-4 WS 対サンフランシスコ・ジャイアンツ   |
| 2017 | ミネソタ・ツインズ             | 85-77 | .525 | ● ALWC 対ニューヨーク・ヤンキース          |
| 2020 | クリーブランド・インディアンス | 35-25 | .583 | ●0-2 ALWC 対ニューヨーク・ヤンキース       |
| 2020 | シカゴ・ホワイトソックス       | 35-25 | .583 | ●1-2 ALWC 対オークランド・アスレチックス   |
| 2024 | カンザスシティ・ロイヤルズ     | 86-76 | .531 | ●1-3 ALDS 対ニューヨーク・ヤンキース       |
| 2024 | デトロイト・タイガース         | 86-76 | .531 | ●2-3 ALDS 対クリーブランド・ガーディアンズ |